# Segundo Consistório Ordinário Público de 1887

## Cardeais Eleitores
| Nº                 | País               | Nome                 | Idade              | Cargo                         | Título ou Diaconia                          |
| Cardeais eleitores | Cardeais eleitores | Cardeais eleitores   | Cardeais eleitores | Cardeais eleitores            | Cardeais eleitores                          |
| ------------------ | ------------------ | -------------------- | ------------------ | ----------------------------- | ------------------------------------------- |
| 1                  | Itália             | Luigi Pallotti       | 58                 |                               | Cardeal-diácono de Santa Maria dos Mártires |
| 2                  | Itália             | Agostino Bausa, O.P. | 66                 | Frade da Ordem dos Pregadores | Cardeal-diácono de Santa Maria em Domnica   |

## Link Externo
- «Catholic Hierarchy» (em inglês)